# 阿茲穆斯群島
阿茲穆斯群島（英語：Azimuth Islands）是南極洲的群島，位於麥克羅伯特森地的霍姆灣，處於帕拉拉克蒂克群島西北面1.6公里，由挪威製圖師根據該國探險隊的空中照片繪入地圖。
67°32′S 62°44′E / 67.533°S 62.733°E